# 老的
老的（?—?），元朝宗室，曾祖父元世祖忽必烈，祖父西平王奥鲁赤，父亲镇西武靖王铁木儿不花，弟弟搠思班。 
至大二年（1309年），元武宗命老的代营王也先帖木儿镇云南，赐以云南王驼纽鋈金银印。元仁宗即位，八百媳妇与大小彻里犯边，老的率行省右丞阿忽台等讨伐。皇庆元年（1312年），玺书招谕，八百媳妇与大小彻里投降以驯象方物贡献。延祐二年（1315年），老的入朝，以和世㻋、脱脱先后镇守云南。四年（1317年），脱脱因扰民召还，以按灰取代。
老的四子：阿忒思纳失里（记载有误）、答儿麻、乞八、亦只班。

## 资料来源
- 《元史·宗室世系表》
- 《新元史》